# Leptovanua suturalis
Leptovanua suturalis är en insektsart som beskrevs av Melichar 1914. Leptovanua suturalis ingår i släktet Leptovanua och familjen Tropiduchidae. Inga underarter finns listade i Catalogue of Life.